# Nube Roja
Nube Roja (en siux, Maȟpíya Lúta) (1822 – 10 de diciembre de 1909) fue un jefe de los siux oglala. Dirigió exitosamente la guerra contra los Estados Unidos entre 1866 y 1868, conocida como la Guerra de Nube Roja, por el control del territorio del río Powder en el noroeste de Wyoming y el sur de Montana.

## Biografía
Nacido cerca del río Platte, en las proximidades de la actual ciudad de North Platte, en Nebraska. Su madre fue una siux oglala y su padre (que murió muy joven) un brulé. Nube Roja fue criado en parte por su tío materno, el jefe Smoke. De joven luchó contra los pawnee y los sioux que vivían en las proximidades con lo que ganó una notable experiencia militar.
En 1866, Nube Roja comenzó la guerra más exitosa que han librado los nativos norteamericanos contra los Estados Unidos, la Guerra de Nube Roja. El ejército estadounidense estaba construyendo fuertes a lo largo de la ruta de Bozeman que cruzaba el territorio lakota de los actuales Wyoming y Montana. Colonos y mineros empezaron a cruzar el territorio lakota y Nube Roja tuvo visiones de la expulsión de los lakota de Minnesota en 1862. En 1863 Nube Roja atacó. 
Nube Roja obtuvo victorias espectaculares. El gobierno estadounidense fue forzado a un tratado, el Tratado del fuerte Laramie de 1868. Los Estados Unidos se comprometían a abandonar los fuertes de la ruta de Bozeman y a dar la posesión de las tierras de lo que ahora es la mitad occidental de Dakota del Sur y buena parte de Montana y Wyoming.
Sin embargo, la paz solo duró hasta que el ejército estadounidense se rehízo. En 1874, el general George Armstrong Custer atacó a Nube Roja. Nube Roja no tomó parte en la guerra Lakota de 1876–77 en la que participaron Caballo Loco (Tasunka witko), Toro Sentado (Tatanka Iyotake) y otros líderes guerreros.
Incluso después de haber sido derrotado, Nube Roja continuó luchando por la libertad de su pueblo. En la reserva de Pine Ridge luchó contra los agentes indios y se opuso a la Dawes Act. Nunca tomó parte en el movimiento Ghost Dance. Su hijo, su nieto y parte de su familia emigraron a Italia alrededor de 1930.

## Nube Roja y la paleontología
El ataque del gobierno estadounidense a los nativos dificultaba las labores de estudio de los paleontólogos. Othniel Charles Marsh para salvar este escollo, trabó amistad con Nube Roja, llegando a un compromiso. Marsh se comprometió a informar fehacientemente al presidente de los Estados Unidos las vejaciones 
y abusos que sufría el pueblo amerindio. A cambio, Nube Roja proporcionó a Marsh todos los fósiles que aparecían en sus territorios y les permitió trabajar sin problemas.